# Tecnam P2010
Die Tecnam P2010 ist ein einmotoriges, viersitziges Flugzeug des italienischen Herstellers Tecnam.

## Konstruktion
Der abgestrebte Schulterdecker ist in Gemischtbauweise aus Metall und faserverstärktem Kunststoff hergestellt. Die beiden Flügeltanks fassen insgesamt 210 Liter AVGAS. Als Triebwerk dient ein 132 kW (180 PS) leistender Lycoming IO-360-M1a Kolbenmotor.
Das Höhenleitwerk ist als Pendelruder ausgelegt, die Tragflächen besitzen eine Trapezgrundfläche.
Das Bugrad ist frei drehbar und wird durch einen Gummi-Stoßdämpfer gefedert. Während des Rollens am Boden wird durch asymmetrisches Bremsen gesteuert.
Die Tecnam P2010 soll 182.250 € kosten.

## Technische Daten
| Kenngröße            | Tecnam P2010                      |
| -------------------- | --------------------------------- |
| Besatzung            | 1                                 |
| Passagiere           | 3                                 |
| Höhe                 | 2,64 m                            |
| Länge                | 7,54 m                            |
| Spannweite           | 10,50 m                           |
| Flügelfläche         | 14,60 m²                          |
| Tankinhalt           | 210 l                             |
| Nutzlast             | 450 kg                            |
| Leermasse            | 710 kg                            |
| max. Startmasse      | 1160 kg                           |
| Tragflächenbelastung | 79,5 kg/m²                        |
| Reisegeschwindigkeit | 240 km/h (6500 ft, 75 % Leistung) |
| Steigrate            | 320 m/min                         |
| Triebwerke           | Lycoming IO-360 mit 132 kW        |
| Startstrecke         | 245 m                             |
| Landestrecke         | 200 m                             |
| Reichweite           | 1200 km (660 nm)                  |